# Fathia Ghali
Fathia Ghali (en arabe : فتحية بنت فؤاد الأول) ; 17 décembre 1930 - 10 décembre 1976) est la plus jeune fille du roi d'Égypte Fouad Ier et de sa seconde épouse Nazli Sabri, et la plus jeune sœur de Farouk.

## Biographie
Fathia Ghali naît le 17 décembre 1930 au Caire. Quand elle a six ans, son père meurt, et elle est élevée surtout par sa mère et par sa sœur Faika.
En 1948, elle déménage aux États-Unis avec sa mère et sa sœur, pour que sa mère puisse se faire opérer d'un rein. Après la chirurgie, elle s'installe à Los Angeles.
C'est là qu'elle rencontre Riyad Ghali, un homme du peuple nommé conseiller royal auprès d'elle par son frère, et âgé de onze ans de plus qu'elle,. Le 10 mai 1950, elle épouse Riyad Ghali, à San Francisco. Il est catholique, et elle se convertit de l'islam au catholicisme. À l'annonce du mariage, elle est destituée de son titre royal par son frère et interdite à vie de séjour en Égypte ; elle affirme que la vente de sa collection de bijoux lui suffira pour vivre sans son héritage,.
Le couple et la mère de Fathia Ghali vivent dans l'opulence à Beverly Hills. Avec le temps, l'argent vient à manquer : malgré les ventes de bijoux précieux, ils doivent d'abord déménager à Santa Monica, puis à West Hollywood. En 1973, elle demande un divorce, de mauvais investissements de Ghali ayant fait perdre tout leur argent à la famille. La même année, elle déclare une faillite personnelle et vend les derniers bijoux de sa mère.
Le 10 novembre 1976, le jour de son retour prévu en Égypte après la fin de son exil, elle se rend au domicile de son ex-mari pour récupérer des vêtements de sa mère. Elle y trouve Riyad Ghali ivre. Refusant de la laisser partir, il lui tire six fois dans la tête avec un revolver, avant de se tirer une balle à son tour. Il survit au coup de feu et est emprisonné. Plus tard, en prison, il justifie le meurtre en affirmant qu'il ne peut pas l'imaginer avec quelqu'un d'autre que lui.
Après un an, en raison de problèmes de santé, Riyad Ghali est libéré de prison.